# باد شارب
باد شارب (بالإنجليزية: Bud Sharpe)‏ (6 أغسطس 1881 في الولايات المتحدة - 31 مايو 1916 في الولايات المتحدة) هو لاعب كرة قاعدة ولاعب كرة قدم أمريكي في مركز قاعدي أول ‏. لعب مع بيتسبرج بايرتس.

## وصلات خارجية
- باد شارب على موقعبيزبول رفرنس.كوم (الدوري الرئيسي) (الإنجليزية)
- باد شارب على موقعبيزبول رفرنس.كوم (الدوري الثانوي) (الإنجليزية)